# Cosatto-Marsicano
Cosatto-Marsicano war ein italienisches Radsportteam, das von 1970 bis 1971 bestand.

## Geschichte
Das Team wurde 1970 von Diego Ronchini aus Teilen des Teams Gris 2000 gegründet. Im ersten Jahr erreichte das Team Platz 6 bei der Trofeo Matteotti und Platz 11 bei der Coppa Placci. 1971 wurden zweite Plätze bei der Coppa Sabatini, beim Giro dell’Appennino, bei Bassano-Monte Grappa und Platz 3 bei der Trofeo Laigueglia erzielt. Nach der Saison 1971 löste sich das Team auf.

## Erfolge
1970
- Giro del Belvedere

## Wichtige Platzierungen
| Grand Tour        | 1970 | 1971 |
| ----------------- | ---- | ---- |
| Giro d’ItaliaGiro | 15   | 9    |

| Monument            | 1970 | 1971 |
| ------------------- | ---- | ---- |
| Mailand–Sanremo     | 55   | 15   |
| Lombardei-Rundfahrt | –    | 6    |

## Bekannte Fahrer
- Vito Taccone (1970)
- Cipriano Chemello (1971)
- Wladimiro Panizza (1971)